# Zamia lacandona
Zamia lacandona, vrsta cikada iz porodice Zamiaceae. Meksički je endem iz Chiapasa koji raste na visinama od 200 do 1100 metara visine, u blizini Palenquea i Agua Azula.
Biljka iz podzemnog kaudeksa naraste od 15 do 60 centimetara. Stanište joj je ugroženo zbog poljoprivredne obrade tla posijeci-i-spali.